# Йозеф Мейснер
Йозеф Вацлав Мейснер (чеськ. Josef Václav Meissner, 21 жовтня 1893, Прага — дата смерті невідома) — чехословацький футбольний тренер.

## Кар'єра гравця
Виступав у складі віденського клубу «Остмарк» в сезоні 1922/23, в якому клуб став переможцем другого дивізіону чемпіонату Австрії. У наступному році зіграв у складі «Остмарка» 20 матчів і забив 2 голи у вищому дивізіоні. А сам клуб зайняв передостаннє одинадцяте місце і повернувся в другу лігу.

## Кар'єра тренера
Очолював тренерський штаб збірної Чехословаччини на чемпіонаті світу 1938 року у Франції. На цьому турнірі чехословацька збірна виграла у команди Нідерландів 3-0, забивши всі три голи в додатковий час, а потім програла в двобої бразильцям. Перший матч завершився внічию 1-1, а в переграванні сильнішими виявилися представники Південної Америки — 2-1.
Всього ж під його керівництвом збірна Чехословаччини зіграла 9 матчів в 1938 році. 5 поєдинків виграли, 2 звели внічию і 2 програли.